# Jeanne Isabel Dorothy Ackland
Jeanne Isabel Dorothy Ackland (* 13. September 1914 in Calgary, Alberta, Kanada; † 8. Januar 1998 in Calgary, Alberta, Kanada) war eine kanadische Organistin, Pianistin, Musikpädagogin und Komponistin.

## Leben
Jeanne Ackland wuchs in einer musikalischen Familie auf und zeigte früh ein Talent für Musik. Sie erhielt Privatunterricht von Gregori Garbovitsky sowie von ihrer Schwester Jessie Ackland. Später studierte sie an der Columbia University in New York City und verbrachte insgesamt sieben Jahre damit, ihre musikalischen Fähigkeiten zu verfeinern. Jeanne Ackland war Lizentiatin (L.R.S.M.) der Royal School of Music und besaß ein Associate Diploma (A. R.C.T.) des Royal Conservatory. Sie studierte auch an  der University of California. In Calgary gab sie Unterricht für Klavier und elektrische Orgel. Sie war offizielle Organistin des Desk and Derrick Clubs Calgary, engagierte sich beim Calgary Women’s Musical Club und war mehrere Jahre Mitglied des Calgary Junior Symphony Orchestra. Sie komponierte Musik für Filme und musikalische Komödien, Radioprogramme, Hörspiele und Kindertheater. Daneben schrieb sie Drehbücher, war Bibliothekarin und arbeitete als Organistin für diverse Radiostationen.  Jeanne Ackland verbrachte ihre späten Jahre in Calgary und blieb unverheiratet, ebenso wie ihre drei Schwestern. Ihr Vater war William Albert Ackland († 1968). Die Pianistin Jessie Ackland war ihre Schwester.

## Werke (Auswahl)
Jeanne Ackland war eine vielseitige Komponistin und schuf zahlreiche Werke für Klavier und Orgel. 

### Klavierkompositionen
- Sonata in c, Klavier, 1935
- Sonata in g, Klavier, 1936
- Danza cubana, 1 oder 2 Klaviere, 1938
- Tango tzigane, 1 oder 2 Klaviere, 1940
- Tango d’amour, Klavier, auch für Orgel geeignet, 1945
- Valse Grace, Klavier, auch für Orgel geeignet, 1945
- Camille, Klavier, auch für Orgel geeignet, 1948
- Valse Barbara, Klavier, auch für Orgel geeignet, 1948

### Musicals und Operette
- Lavender, lace and love, Musical, Text: J. S. Kerr, 1950
- Laura, Musical, Text: J.S.Kerr, 1950
- Tut, Operette, 1951

### Lieder und Songs
- Close to me, Song. Mit dem Song gewann Jeanne Ackland im Februar 1943 den Buckingham Song of the Week Contest in Calgary.[6]
- Dawn in Vienna, Lied
- A fairy ship, Lied
- A prayer, Lied
- Scottish love song, Lied
- Sister o’mine, Lied
- Two lullabies, Lied

### Orchesterkompositionen
- Klavierkonzert in c (nur der 1. Satz)

### Weitere Klavierstücke
- Berceuse, Klavier
- Buster Brown, Klavier
- California Suite I Chimes of Pasadena II Tango of the Flowers III Seaside Sketsches IV Fiesta, 1948[7]
- Four Chinese Sketches I Jade II Chopsticks III Chinese Fishing Boat IV Dragon Dance[8]
- The chimes, Klavier
- Chinese suite, Klavier
- Country dance, Klavier
- Dedication, Klavier
- Flight, Klavier
- Humoresque, Klavier
- In sunny Spain, Klavier
- Minuet, Klavier
- Morocco, Klavier
- Nautical sketches, Klavier
- Reminiscing, Klavier
- Sleigh ride, Klavier
- Song my fiddle plays, Klavier
- Trois petites valses, Klavier
- Valse triste, Klavier

### Besondere Werke
- The desk and derrick song, Calgary 1954 (Text und Musik von Jeanne Ackland, Copyright Jeanne Isabel Dorothy Ackland 14. Juni 1954, veröffentlicht und urheberrechtlich geschützt von Gordon V. Thompson Ltd., Toronto 18. Januar 1955)[9]
- The Desk and Derrick Dolls[10]